# J. Edgar
J. Edgar è un film del 2011 diretto da Clint Eastwood, da una sceneggiatura di Dustin Lance Black.
Il film, interpretato da Leonardo DiCaprio, Armie Hammer, Naomi Watts, Ed Westwick, Jeffrey Donovan e Judi Dench, racconta la carriera del direttore dell'FBI J. Edgar Hoover a partire dagli attentati di matrice anarco-comunista nel 1919 fino al giorno della sua morte nel 1972, affronta anche la vita privata e la presunta omosessualità di Hoover.

## Trama
J. Edgar Hoover, ormai vecchio, racconta la storia della sua ascesa da semplice impiegato a direttore dell'FBI. Vissuto in una famiglia con una madre molto autoritaria e un padre vecchio e malato, il giovane Hoover è una persona i cui unici obiettivi sono la carriera e la difesa della patria da qualsiasi tipo d'attacco, mettendo tutto il resto in secondo piano. Hoover è succube delle decisioni della madre e di un'educazione rigida e conservatrice. Entrato a far parte del Dipartimento di giustizia come assistente particolare di Alexander Mitchell Palmer, vive in prima persona gli attentati di matrice anarco-comunista nel corso del secondo decennio del XX secolo, e nel 1919 viene nominato capo della nuova Divisione di Intelligence Generale del Bureau of Investigation, per poi diventare poco dopo direttore dello stesso Bureau.
Giorno dopo giorno, rinnova l'intero personale degli agenti speciali assunti dal dipartimento, richiedendo sempre più specifiche competenze. È proprio nella selezione dei giovani agenti che conosce Clyde Tolson, collaboratore che lo accompagnerà durante tutta la sua vita, sia in ambito lavorativo che in quello privato: il rapporto tra i due va oltre la semplice amicizia, ma non si spinge mai oltre la reciproca fiducia. Solo in un'occasione, una sera durante una vacanza per giocare alle corse dei cavalli, mentre Clyde rivela il suo amore per lui, Edgar confida la decisione di dover prendere moglie, e dopo un litigio burrascoso e un bacio, Edgar afferma di non voler più ripetere una situazione di quel genere, mentre Clyde minaccia di andarsene via nel momento in cui lui avesse preso moglie o si fosse fidanzato: ma Edgar non si sposerà mai.
Un giorno viene rapito il figlio del famoso aviatore Charles Lindbergh; Edgar, promotore di varie innovazioni investigative, trasforma la sede dell'FBI in un centro di ricerca all'avanguardia, le cui prove, avvalendosi di tecniche scientifiche e specialisti del campo, diventano schiaccianti per la risoluzione dei casi e nelle accuse dei colpevoli. In questo caso l'FBI fa sì che il riscatto sia composto da banconote tracciabili, e questo porta gli agenti all'arresto di Bruno Hauptmann. Purtroppo il caso si risolve con il tragico ritrovamento del corpo del bambino, anche se era stato pagato il riscatto: il rapitore viene quindi condannato alla pena capitale.
La guerra tra bande di gangster in quel periodo colpisce la sicurezza dell'intero paese: chiedendo al dipartimento maggiori finanziamenti e l'autorizzazione di arrestare e dell'uso di armi, l'FBI si trasforma in un vero e proprio corpo per la protezione e salvaguardia del paese, con un proprio regolamento federale valido per tutti gli Stati Uniti. Uno dopo l'altro i capi della criminalità organizzata vengono arrestati o uccisi, in particolare John Dillinger, ucciso dall'agente speciale Melvin Purvis. In questo particolare caso vengono sottolineate alcune tra le debolezze di Edgar, restio a qualsiasi tipo di critica: dopo esser stato accusato di essere un agente incompleto in quanto incapace di dirigere sul campo un'azione d'arresto, comincia a partecipare ai compiti svolti dagli agenti fuori dagli uffici, e al contempo, per capriccio personale e invidioso dei loro progressi, dà ordine di spostare brillanti agenti dal campo aperto alla scrivania. Il caso più eclatante è proprio quello dell'agente speciale Purvis, declassato dopo aver ricevuto onorificenze per le proprie azioni di grande coraggio sul campo.
A riguardo della salvaguardia della sicurezza nazionale dagli scandali degli uomini di potere, Hoover - introducendo l'uso delle microspie - ottiene un potere non costituzionale che gli permette di tenere sotto controllo anche i suoi superiori, tra cui anche il presidente, per ottenere maggiori finanziamenti e migliorie per l'FBI. Ogni singolo segreto, ogni singola situazione non eticamente corretta vengono catalogati all'interno del proprio archivio personale, facendolo così diventare uno degli uomini più potenti degli Stati Uniti.

## Distribuzione
Il trailer italiano del film è stato pubblicato il 24 ottobre 2011. J. Edgar è stato il film d'apertura del AFI Fest 2011 il 3 novembre 2011, successivamente è stato distribuito nelle sale cinematografiche statunitensi da Warner Bros. il 9 novembre, in edizione limitata, e l'11 novembre in larga distribuzione. In Italia il film è uscito il 4 gennaio 2012.

## Accoglienza

### Critica
Le recensioni non sono state omogenee: molti critici apprezzano la prestazione di DiCaprio, ma nel complesso, affermano che il film manca di coerenza. Secondo i rapporti del Rotten Tomatoes, il 42% di 146 critici ha dato al film una recensione positiva, con un voto medio di 5,8 su 10. "L'interpretazione di Leonardo DiCaprio è buona, ma troppo androgino lui per entrare nei panni di un uomo come Hoover. Il personaggio di J. Edgar ha molti difetti: il trucco, scarsa illuminazione, narrazione confusa e monotona". Da parte sua, Metacritic assegna un punteggio medio di 59 su 100 calcolato su 39 recensioni.
Roger Ebert ha scritto che il film è "affascinante", "magistrale", e ha elogiato le prestazioni di DiCaprio come attore capace, dalle prestazioni sottili e suadenti, interpretando un Hoover mai rivelato, forse anche a se stesso, premiando il film con tre stelle e mezzo (su quattro).

## Riconoscimenti
- 2012 - Golden Globe
  - Candidatura Miglior attore in un film drammatico a Leonardo DiCaprio
- 2012 - Screen Actors Guild Award
  - Candidatura Miglior attore protagonista a Leonardo DiCaprio
  - Candidatura Miglior attore non protagonista a Armie Hammer
- 2011 - National Board of Review Awards
  - Migliori dieci film
- 2011 - Satellite Award
  - Candidatura Miglior attore protagonista a Leonardo DiCaprio
- 2012 - AACTA Award
  - Candidatura Miglior attore internazionale a Leonardo DiCaprio
- 2011 - Critics' Choice Movie Award
  - Candidatura Miglior attore protagonista a Leonardo DiCaprio
  - Candidatura Miglior trucco
- 2012 - GLAAD Media Awards
  - Candidatura Miglior film della grande distribuzione
- 2012 - AFI Award
  - Film dell'anno a Brian Grazer, Clint Eastwood, Ron Howard e Robert Lorenz
- 2011 - Dallas-Fort Worth Film Critics Association Award
  - Candidatura Miglior attore non protagonista a Armie Hammer
- 2012 - Golden Trailer Awards
  - Candidatura Miglior spot drammatico TV
  - Candidatura Miglior poster drammatico
- 2011 - Hollywood Film Awards
  - Scenografo dell'anno a James J. Murakami
- 2012 - Irish Film and Television Award
  - Candidatura Miglior attore internazionale a Leonardo DiCaprio
- 2012 - Alliance of Women Film Journalists
  - Candidatura Attrice sfidante l'età e la vecchiaia a Judi Dench
- 2012 - Gay and Lesbian Entertainment Critics Association
  - Candidatura Performance dell'anno a Leonardo DiCaprio
- 2011 - Houston Film Critics Society Awards
  - Candidatura Miglior attore non protagonista a Armie Hammer
- 2012 - Online Film & Television Association
  - Candidatura Miglior trucco e acconciature
- 2012 - Society of Camera Operators
  - Miglior film a Stephen S. Campanelli
- 2011 - Women Film Critics Circle Awards
  - Peggior mamma dell'anno a Judi Dench